# قرار مجلس الأمن التابع للأمم المتحدة رقم 1828
قرار مجلس الأمن التابع للأمم المتحدة رقم 1828 المتخذ في 31 يوليو 2008.

## القرار
مع بقاء أقل من ساعتين قبل انتهاء ولاية العملية المختلطة للاتحاد الأفريقي والأمم المتحدة في دارفور (يوناميد)، مدد مجلس الأمن ولايتها لمدة 12 شهرًا أخرى بعد مشاورات مطولة.
واتخذ المجلس القرار 1828 (2008) بأغلبية 14 صوتا وامتناع الولايات المتحدة عن التصويت. بينما رحب ممثل الولايات المتحدة الأمريكية وأعرب عن دعمه القوي لتمديد الولاية، قال إنه امتنع عن التصويت لأن لغة القرار سترسل رسالة خاطئة إلى الرئيس السوداني عمر البشير وتقوض الجهود المبذولة لتقديمه هو وآخرين إلى العدالة.
وأشار عدة متكلمين آخرين إلى الفقرة 9 من ديباجة القرار، التي أحاط المجلس بموجبها علما بشواغل الاتحاد الأفريقي وشواغل العديد من أعضاء المجلس فيما يتعلق بالتطورات المحتملة عقب طلب المدعي العام للمحكمة الجنائية الدولية إصدار أمر بإلقاء القبض على الرئيس السوداني بتهم الإبادة الجماعية وجرائم الحرب والجرائم ضد الإنسانية.
وقال ممثل الاتحاد الروسي إن لديه مخاوف جدية بشأن التطورات السلبية التي قد تتبع طلب المدعي العام. ولا يمكن استبعاد احتمال أن تستغل الجماعات المتمردة المتشددة هذا الوضع لتصعيد حملتها ضد الحكومة في دارفور.
ومع ذلك، كان ممثل بلجيكا من بين المندوبين الذين كانوا يفضلون رؤية لغة أقوى لمكافحة الإفلات من العقاب، وأعرب عن دعمه لعمل المحكمة الجنائية الدولية وسعيها إلى تحقيق العدالة الدولية. وتتطلع بلجيكا إلى قرار الدائرة التمهيدية بشأن طلب الاتهام الذي قدمه المدعي العام.
وقال ممثل المملكة المتحدة، مقدم القرار، إن المجلس لم يتخذ أي موقف فيما يتعلق بمسألة ما إذا كان سيتصرف بناء على اقتراح المدعي العام بتوجيه الاتهام إلى رئيس السودان. ولم يكن من الصواب اعتبار هذه المسألة جزءا من قرار التجديد. وفي القرار 1593 (2005)، قرر المجلس أن الوضع في دارفور يستدعي إجراء تحقيق من قبل المحكمة الجنائية الدولية.

## روابط خارجية
- نص القرار في undocs.org